# Ujna flavidipes
Ujna flavidipes är en insektsart som beskrevs av William Lucas Distant 1917. Ujna flavidipes ingår i släktet Ujna och familjen dvärgstritar. Inga underarter finns listade i Catalogue of Life.